# Willi Johannsen
Willi Johannsen (* 11. Februar 1904 in Leck; † 1976) war ein Politiker der dänischen Minderheit in Schleswig-Holstein. Nach einem Studium der Rechtswissenschaften ließ Johannsen sich in Flensburg als Rechtsanwalt nieder. Später erhielt er auch eine Zulassung als Notar. Danker und Lehmann-Himmel charakterisieren ihn, der nicht der NSDAP beitrat, in ihrer Studie über das Verhalten und die Einstellungen der Schleswig-Holsteinischen Landtagsabgeordneten und Regierungsmitglieder der Nachkriegszeit in der NS-Zeit als „angepasst-ambivalenten“ Jongleur.
Johannsen gehörte 1946 dem ersten ernannten Landtag von Schleswig-Holstein für den SSW an. Er wurde von der britischen Besatzungsmacht am 11. April berufen, um im Landtag die Interessen der dänischen Minderheit zu vertreten.